# Cervellatine
Le cervellatine sono una varietà di salsiccia di suina non stagionata tipica del napoletano e della Campania.
Le cervellatine sono più sottili delle normali salsicce fresche, con un diametro tra 1 e 2 cm, e di lunghezza variabile dai 30 cm fino a circa un metro.
Alla carne possono essere aggiunti aromi vegetali, principalmente pepe nero macinato.
Come tradizionalmente per tutte le salsicce napoletane, sono preparate con taglio della carne piuttosto grossolano ("a ponta 'e curtiello", in napoletano), e sono avvolte in budello naturale suino.
Si accompagnano spesso, nella cucina tradizionale napoletana, con friarielli o patate fritte tagliate a cubetti.